# Puig de les Tres Fonts
El Puig o Pic de les Tres Fonts és una muntanya de 1.131,6 metres que es troba a cavall dels municipis de Sant Joan de les Abadesses, a la comarca catalana del Ripollès, i de la Vall de Bianya, a la Garrotxa.